# Namibia Ice and InLine Hockey Association
Die Namibia Ice and Inline Hockey Association (NIIHA, früher: Namibia Inline Skating Association (NISA)) ist der für den Eis- und Inlinesport zuständige Verband in Namibia und organisiert auch die namibische Inlinehockeynationalmannschaft. Die NIIHA ist angeschlossenes Mitglied von World Skate (FIRS) und war zwischen 1998 und 2017 auch Mitglied der Internationalen Eishockey-Föderation (IIHF).

## Geschichte
Der Beginn des Inlinesports begann mit der Rückkehr eines Swakopmunders aus den USA, als dieser seine ersten Inlineskates mitbrachte. Der Sport wurde immer beliebter und es wurden zahlreiche ausländische Trainer aus Europa und Nordamerika angeworben.

## Vereine
In Namibia wird primär Inlinehockey gespielt. Eishockey wird in Namibia nicht aktiv betrieben, wobei namibische Teams regelmäßig zu Eishockey-Trainings nach Südafrika reisen. Der Bau einer Eissporthalle in Windhoek ist seit 2004 geplant.
Die Vereine sind:
- Badgers – Windhoek (Windhoek Show Grounds)
- Coastal Pirates – Swakopmund[2]
- Kamikaze – Windhoek (DTS-Sportplatz)[3]
- Scorpions – Otjiwarongo[4]
- ehemals: Cazadores – Windhoek (DHPS-Sportplatz)

## Spielklassen
Im namibischen Inlinehockey gibt es 10 Spielklassen:
- U8 Division (Spieler bis 8 Jahre und jünger)
- U10 Division (Spieler von 9 bis 10 Jahre)
- U12 Division (Spieler von 11 bis 12 Jahre)
- U14 Division (Spieler von 13 bis 14 Jahre)
- U16 Division (Spieler von 15 bis 16 Jahre)
- U18 Division (Spieler von 17 bis 18 Jahre)
- Open Division (Spieler über 18 Jahre)
- Ladies Division (Frauen)
- Master Division (Herren)
- Senior Division (Senioren)

### Ligamodus
Aufgrund der steigenden Beliebtheit der Sportart in Namibia wurde zur Saison 2011 für die Hauptliga „Open Division“ auf das nordamerikanische Ligasystem umgestellt. Demnach organisiert jeder Verein zwei Turniere pro Jahr, an denen jeweils zwei andere Mannschaften teilnehmen. Die gewonnenen Punkte dienen dann der Qualifikation zum namibischen Meisterschaftsturnier im November.